# 甲相同盟
甲相同盟（こうそうどうめい）は、戦国時代の軍事同盟。ともに戦国大名である甲斐・武田氏と相模・北条氏との間で結ばれた同盟。天文13年（1544年）から永禄11年（1568年）までと、元亀2年（1571年）から天正7年（1579年）までと二回結ばれた。

## 戦国時代の甲相関係と地域情勢
戦国時代に騒乱状態となった関東地方や東国において、甲斐では守護武田氏による国内統一が進んでおり、新興大名であった伊勢氏（後北条氏）は駿河の今川氏と駿相同盟を結んで関東へ進出し、山内上杉家と扇谷上杉家の両上杉氏や古河公方の足利氏と敵対していた。
ところが、武田氏当主・武田信虎が国内統一を達成すると状況が一変する。信虎は扇谷上杉家と同盟を結んで度々北条氏を攻撃する一方、甲斐国内の国人領主を支援していた今川氏との敵対関係を解消して和睦し、天文6年（1537年）に今川義元と甲駿同盟を結んだ。甲駿同盟の締結は駿相同盟を破綻させ、今川氏と北条氏の間で河東の乱を引き起こす結果となり、信虎も扇谷上杉家の救援要請に応じて甲相国境に近い国衆小山田氏の領する都留郡において北条氏と敵対し、天文4年（1535年）には山中の戦いなど大規模な合戦も行っている。

## 甲相同盟の成立
天文13年（1544年）、相模国の北条氏康と和睦を結び、甲相同盟が成立した。
武田氏の武田信虎晩期から武田晴信期にかけて、信濃侵攻を行った。天文13年（1544年）に両上杉氏を当面の敵としていた相模の北条氏康と和睦を結び、ここに甲相同盟が成立する。同盟は同年正月1日には信玄側近の駒井高白斎・向山又七郎両名が郡内領主小山田氏の居館である谷村館（山梨県都留市）を訪れ、翌2日には後北条家臣桑原盛正と会談している（『高白斎記』）。翌天文14年に行われた武田氏の信濃伊那出兵では後北条氏が援軍を送っており、天文13年の間に同盟が締結されたと考えられている。

## 甲相駿三国同盟の成立
天文14年（1545年）の第2次河東一乱で信玄は一時義元と結び氏康と対陣するも、今川・北条間の和睦を仲裁して両家に大きな「貸し」を作った。そしてこれによって関東へ転戦できる状況を得た氏康は、河越城の戦いで大逆転勝利を飾る。後年さらに三河における織田氏との対立問題を抱える義元を加えて、三家で婚姻関係を結び直し、攻守同盟として機能する甲相駿三国同盟に発展させ、甲相同盟はその一角となった。
信玄は三国同盟を背景に信濃侵攻を本格化させ、北信諸族を後援する越後の長尾景虎（後の上杉謙信）との対決傾向を強め、数次にわたる甲越対決（川中島の戦い）を展開する。また氏康は北関東侵攻において、関東管領の上杉憲政を庇護し山内上杉家と関東管領を継承することになる謙信と対立することになった。共通の敵である上杉氏（長尾氏）に対し、甲相同盟は相互に出兵要請を行うなど軍事同盟として有効に機能しており、謙信は二正面作戦を余儀なくされた。
永禄3年（1560年）、上杉謙信が後北条氏の小田原城の戦いにて小田原城を包囲する。武田信玄は甲相同盟の後北条氏の要請に応じて信濃に出兵、上杉謙信の本国を脅かした。これを受けて上杉謙信は小田原包囲を解いて川中島の善光寺に出兵した。

## 武田氏の駿河侵攻と甲相同盟の破綻
永禄11年（1568年）、武田氏と後北条氏の甲相同盟が駿河侵攻により破綻した。
信濃の大半を領国化し信玄は、損耗の激しかったとされる永禄4年（1561年）の第四次川中島の戦いや、永禄3年（1560年）の桶狭間の戦いでの義元の討死、永禄10年（1567年）に義元の娘を正室としていた嫡男武田義信を廃嫡した義信事件などを契機に従来の北進策から今川領国への侵攻を志向する南進策へと戦略方針を転化させる。永禄11年（1568年）には武田氏・今川氏は手切となり甲駿同盟は破綻し、信玄による駿河侵攻が実行された。今川領国の分割を持ちかけられた氏康は駿相同盟を堅持して、婿にあたる義元の子今川氏真を支援し、信玄と対立関係にあった謙信と越相同盟を結んで武田領国を包囲牽制し、甲相同盟と三国同盟も完全に破綻した。
甲相同盟の破綻により、甲相領国が接する駿河や北武蔵・西上野においても緊張が高まり、信玄の駿河侵攻も苦境を強いられた。打開策として、信玄は常陸国の佐竹義重や三河の徳川家康らと関係強化を志向して、北条領国への出兵を促し、室町幕府第15代将軍・足利義昭を奉じる尾張の織田信長には謙信との調停を依頼した。

## 甲相同盟の復活
元亀2年（1571年）、甲相同盟が復活した。
信玄は永禄12年（1569年）に第二次駿河出兵を行い駿河を制圧し、三河・遠江を巡り織田・徳川と勢力の対立が顕在化していた。一方の北条氏では北関東における越相同盟が軍事同盟として十分に機能しておらず、氏康が死去し子の氏政が当主となると武田との和睦を志向する。元亀2年（1571年）には甲相同盟は復活しているが、交渉は秘密裏に行われその経緯は文書の上からは見られず、江戸時代初期に成立した武田方の軍記物である『甲陽軍鑑』では和睦は北条方から持ちかけられ、北条方の軍記物である『関八州古戦録』によれば武田方から持ちかけられたものであるとしている。
再締結された甲相同盟により、駿河や武蔵・西上野での甲相対決は解消され、北条氏は再び北関東において謙信と対決することになり、相互に軍事同盟として機能している。武田氏は信玄晩年に行われた西上作戦により織田・徳川との抗争が激化し、勝頼期には天正3年（1575年）の長篠の戦いにおける織田・徳川連合軍への大敗を契機に領国維持が困難となる。勝頼は甲相同盟を強化するため氏政の妹（桂林院殿）を正室に迎え、信長と敵対していた将軍義昭の主導する「甲相越一和」に応じ、上杉や安芸の毛利氏、本願寺勢力との信長包囲網に応じて信長勢力と対抗した。『北条五代記』によれば当時の北条方は武田勝頼が部下になったと認識していた。

## 甲相同盟の再破綻
天正6年（1578年）、越後では謙信が死去し、その後継を巡って養子の2人上杉景虎（北条氏康の七男）と上杉景勝が対立し、御館の乱に発展する。景勝は謙信の甥で、景虎は越相同盟の際に謙信の養子となった氏康の子で、氏政の庶弟である。氏政は、自身は緊迫していた関東情勢を睨んで動けない状況にあったため、甲相同盟に基づいて勝頼に景虎支援のため越後出兵を依頼した。勝頼は越後へ出兵した当初は調停を試みるが、景勝側との接触で外交方針を転換し甲越同盟を結ぶ。
以後、乱は翌天正7年（1579年）に上杉景勝が制し、景虎は自殺している。勝頼が景勝方となったため、北条氏政は武田氏と断交し、甲相同盟が再度破綻した。
甲相同盟の再破綻により、勝頼による西上野における沼田領への侵攻などで甲相は対決し、氏政は同年中に徳川家康と同盟し駿河の武田領国を侵している。甲相同盟の破綻によって、勝頼の領国維持はさらに困難になった。

## 武田氏の滅亡
天正10年（1582年）には、織田・徳川連合軍による本格的な甲州征伐が行われ、武田勝頼が自害し、武田氏は滅亡した。

## その後の甲相関係
武田領国は織田家臣により支配されるが、同年には上方で本能寺の変により織田信長が横死したため、武田遺領は空白地となり、北条氏は甲斐・信濃の武田遺領を巡り家康と争う（天正壬午の乱）。甲斐は乱を制した家康により支配され、豊臣政権が確立すると甲斐は北条領国との最前線として豊臣系大名が配置されるが、小田原征伐により北条氏は豊臣政権に屈服・滅亡した。

## 甲相同盟成立が与えた影響

### 下野宇都宮氏
元亀2年（1571年）ごろに再び締結された甲相同盟によって、下野国では宇都宮氏が深刻な影響を受けており、この時期に家中が分裂している。宇都宮氏の領国は下野国南部に位置しており、いつ武田氏・北条氏に攻められてもおかしくないという情勢の中、宇都宮家臣であった皆川氏と壬生氏は元亀3年（1572年）1月15日に起こった皆川俊宗の乱という形で宇都宮氏から離反する。
さらに、この乱によって上杉謙信との外交を任されていた宇都宮家臣・岡本宗慶が殺害されている。当主の宇都宮広綱は花押が押せないほどにまで病状が悪化していたため宇都宮城を皆川氏により占拠され、皆川俊宗の政治の専横によって、元亀4年までの約1年間の間、親北条派となっている。